# ピロミジロール
ピロミジロールは、日本の化粧品メーカーが発売するヘアケア製品に配合されている独自成分。
毎日のシャンプーを通じて頭皮環境を整えることを意図した処方設計に基づき、複数の成分の配合に加え、使用時の快適性にも配慮がなされている。
ピロミジロールの構成成分はピロリジニルジアミノピリミジンオキシド、サッカロミセス溶解質エキス、キハダ樹皮エキス、水溶性コラーゲン、加水分解コラーゲンで、この成分の開発には、頭皮ケアに関する知見を持つ専門家が関与しているとされる。

## 概要
ピロミジロールは、株式会社ヘアジニアス・ラボラトリーズが開発した成分で、主にスカルプケア製品に配合されている。頭皮の状態と髪の健やかさとの関連性に着目し、皮脂バランスの調整や頭皮の保湿に配慮した設計となっている。

## 使用用途
ピロミジロールは、主に以下の製品に配合されている。
- スカルプシャンプー
- スカルプコンディショナー
- スカルプトニック

これらの製品は、髪や頭皮のコンディション、とくにハリ・コシやボリューム感に関心のある人々を主な使用対象として開発されている。